# Bruino
Bruino (Bruin in piemontese) è un comune italiano di 8 373 abitanti della città metropolitana di Torino in Piemonte.
 Situato a circa 20 chilometri ad ovest del capoluogo, sorge sulla riva destra del torrente Sangone, all'imbocco dell'omonima valle.

## Geografia fisica

### Territorio
Il territorio del comune di Bruino è essenzialmente pianeggiante, è limitato dagli argini del torrente Sangone a Nord e scende gradatamente verso Sud-Est. È attraversato da diversi canali irrigui, di cui il più importante è il rio Sangonetto che lo costeggia a Ovest nel suo percorso fra Trana e Piossasco.
Fino agli anni cinquanta era un paese prevalentemente agricolo, ma successivamente, a causa dell’industrializzazione nella cintura torinese, si costruirono molti nuovi edifici che ne hanno cambiato la fisionomia. Il quartiere La Quercia, al confine meridionale, fu inizialmente destinato prevalentemente ai lavoratori occupati presso il vicino stabilimento Fiat di Rivalta di Torino. Fu inoltre realizzato un piano di edilizia economica popolare più vicino al centro del paese (ora quartiere Valverde) e, a parte i due quartieri citati, fu costruito un gran numero di piccole case con pochi appartamenti e un po’ di giardino: per le nuove costruzioni è fissato un limite di 7,5 metri all’intradosso.
 Nella parte a Sud-Est del territorio comunale si è sviluppata un’area artigianale con numerosi capannoni. Pertanto, il paese si è esteso molto al di fuori del centro storico ed ora, pur conservando un'area coltivata che copre circa metà del suolo comunale, ha il carattere più di un centro residenziale ed industriale che di un paese rurale.
Vi sono comunque diverse aree verdi anche nell'abitato, la più notevole delle quali è il parco del castello, recentemente ceduto al Comune dai suoi proprietari ed in corso di sistemazione per la fruizione pubblica.

## Storia
Situato all’imbocco della Val Sangone, il territorio di Bruino fu probabilmente abitato inizialmente da tribù Liguri o Celtiche, fu poi incluso dai Romani nella centuriazione meridionale di Augusta Taurinorum, nel VI secolo fu occupato dai Longobardi e nel X secolo faceva parte della Marca di Torino; questo territorio fu poi ceduto da Ottone III di Sassonia al vescovo di Torino. Tuttavia non vi sono documentazioni che si riferiscano specificamente a Bruino fino all’anno 1011, quando si parla esplicitamente di chiese a Bruino in una donazione del vescovo Landolfo al monastero di San Solutore.
A seguito di un periodo di contrasti fra il potere vescovile e quello dei feudatari, nel 1252 un diploma dell’imperatore Guglielmo II d'Olanda trasferisce al conte Tommaso II di Savoia il possesso di un ampio territorio intorno a Torino, in cui è menzionato il feudo di Bruino, vi si nomina un villaggio e un castello già diroccato, costruito probabilmente nel XII secolo.
In un documento del 1301 due famiglie bruinesi, i Drò e Braja, vengono indicate come co-signore del feudo di Bruino e vassalle del Signore del Piemonte Filippo I di Savoia-Acaia; nel 1348 un’altra famiglia, dei Borghesi, si aggiunse alle prime due. Questa signoria condivisa diede luogo a contrasti. Nel XIV secolo si costituì a Bruino anche una piccola comunità valdese. Nel 1390 la famiglia Drò si estinse per linea maschile e a seguito di alcune vendite il principe Amedeo di Savoia-Acaia trasferì l’investitura del feudo a Francesco Canale, la cui famiglia controllò Bruino, insieme ai Borghesi, fino al XVI secolo.
Dopo un periodo di dominio francese in cui il feudo di Bruino risultò frammentato con il possesso da parte di diverse famiglie, il dominio dei Savoia fu restaurato dal duca Emanuele Filiberto di Savoia con la pace di Cateau-Cambrésis del 1559. A seguito di varie vicende, nel 1569 l’intero feudo di Bruino fu assegnato dal duca in signoria allo spagnolo Giuliano De Olmos y Bexar. Nel 1594 fu costruita, ad opera del genero di De Olmos, la chiesa parrocchiale di San Martino, ancora oggi esistente e recentemente restaurata. In questo periodo fu anche costruito il castello ancora esistente, anche se molto rimaneggiato e bisognoso di restauri.
Nel 1595 la vedova di De Olmos, la fiamminga Isabella Berthoud de Malines, fu investita del feudo di Bruino. La famiglia Malines conservò il dominio su Bruino fino alla fine del XVIII secolo ed il castello viene ancora comunemente chiamato “castello dei Malines”. Nel XVII secolo Bruino riuscì a restare per lo più a margine dei conflitti fra i Savoia e la Francia. Risentì tuttavia dell’epidemia di peste del 1630. Nel 1693, a seguito dell’intervento delle truppe francesi del generale Catinat, si svolse a pochi chilometri a sud di Bruino la cruenta battaglia della Marsaglia. Alla fine del secolo il signore di Bruino acquisì per la prima volta, per eredità da uno zio materno, il titolo di conte.
Nel 1706 i bruinesi furono impegnati nella difesa di Torino dall’assedio. Nel 1758 il conte Roberto Malines emise i “bandi campestri”, regole scritte che prevedevano precise sanzioni per chi non le rispettava, e quindi superavano l’arbitrarietà delle decisioni del signore del luogo in fatto di giustizia.
Con la conquista napoleonica, anche a Bruino nel 1804 fu istituito il Comune, nell’ambito del Primo Impero francese e, dopo il congresso di Vienna, del Regno di Sardegna. L’economia del paese era sempre basata sull’agricoltura, ma con miglioramenti dovuti alla realizzazione di canali irrigui. Le proprietà della famiglia Malines furono vendute, con un passaggio intermedio, alla famiglia Gautier.
Dopo la prima guerra mondiale, in cui anche Bruino diede un pesantissimo contributo di sangue, e l’avvento del fascismo, nel 1928 il comune di Bruino assorbì quello limitrofo di Sangano. La famiglia Gautier sostenne il fascismo e il figlio della proprietaria del castello divenne un gerarca fascista. Durante la seconda guerra mondiale, anche Bruino ospitò numerosi sfollati dalla città. Subito dopo l’8 settembre 1943 si formò inizialmente a Bruino una banda partigiana (la banda Nicoletta) che operò nella Val Sangone durante tutta la Resistenza. Alla fine della guerra la famiglia Gautier, non più gradita ai bruinesi a causa del loro sostegno al fascismo, vendette tutti i suoi possedimenti e terminò così una lunga storia di famiglie dominanti sulla scena del paese.
Nel 1950 i cittadini di Bruino decisero di costruirsi, con i propri mezzi, su un terreno ceduto da uno di loro e con lavoro volontario, un asilo infantile che fu inaugurato nel 1954 e tuttora funziona insieme alla scuola dell'infanzia statale, più recente. In seguito (1956) i comuni di Bruino e Sangano si separarono nuovamente, e Bruino ebbe una notevole espansione demografica, legata anche all’esigenza di ospitare i numerosi immigrati interni dal Polesine (a seguito dell’alluvione del 1951) e dal Meridione che trovavano lavoro nelle fabbriche torinesi.

### Simboli
Lo stemma e il gonfalone del comune di Bruino sono stati concessi con decreto del presidente della Repubblica del 9 aprile 1979.
Gli scettri simboleggiano le feudalità sul territorio delle illustri famiglie piemontesi e la ruota dentata ricorda le industrie sorte negli ultimi decenni.

## Monumenti e luoghi d'interesse

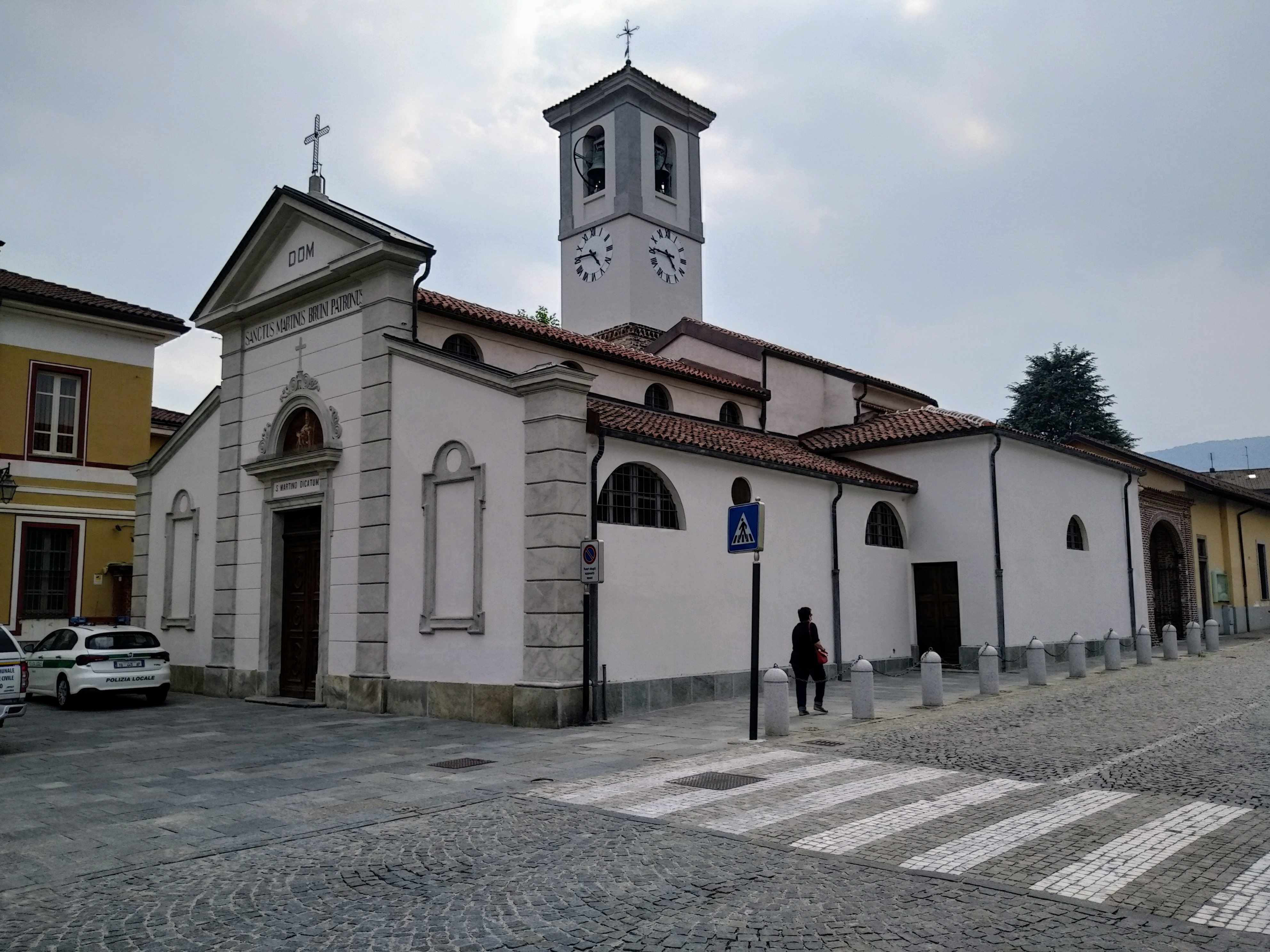
La parrocchiale di San Martino

- Castello di Bruino: le tracce storiche di un primo forte rurale si trovano nel Diploma imperiale di Guglielmo II d'Olanda del 1252. L'attuale costruzione, in decadenza, è originaria del XVI secolo.
- Chiesa di San Martino vescovo: l'attuale costruzione sorse nel 1594, come testimonia la lapide commemorativa all'interno del battistero che reca anche la firma del committente, Carlo della Rovere conte di Rivalta e Bruino. Precedentemente si fa menzione di una chiesa e di un monastero benedettino a Bruino già dal 1011, dipendenti dall'abbazia di Novalesa.
- Cappella di Rivarossa: altro edificio di culto bruinese, è menzionato negli stessi atti della parrocchiale di Bruino e si presume più antica.
- Ciclostrada Bruino-Pinerolo, lunga 24,3 km, è una pista ciclabile che collega Pinerolo a Bruino passando per Piossasco.
- Gran Palo degli adesivi: opera d’arte moderna situata nel quartiere Alba Serena

## Società

### Evoluzione demografica
Negli ultimi cinquanta anni, a partire dal 1961, la popolazione residente è aumentata di nove volte.
Abitanti censiti

### Etnie e minoranze straniere
Secondo i dati Istat al 31 dicembre 2017, i cittadini stranieri residenti a Bruino sono 306, così suddivisi per nazionalità, elencando per le presenze più significative:
1. Romania, 160
2. Marocco, 24

## Cultura

### Biblioteca
La Biblioteca comunale di Bruino è stata creata nel 1974 e si trova nella sede attuale, nella vicinanza di altri servizi comunali, dal 1999.

## Infrastrutture e trasporti
Dal 1882 Bruino fu attraversata dalla tranvia intercomunale (da tutti conosciuta come “trenino” o, in piemontese, s-cionfëtta) che collegava Torino a Trana e (dal 1883) a Giaveno, inizialmente a vapore e poi elettrificata. Essa fu soppressa nel 1958; attualmente c’è una linea di autobus del Gruppo Torinese Trasporti, sempre da Torino a Giaveno. Esistono inoltre alcuni servizi di pullman per studenti, per raggiungere le scuole superiori in altri comuni.
Dal 1959 al 1978 operò a Bruino l’aeroporto turistico privato “Cerrina”, con funzione principalmente didattica per la concessione di brevetti di volo . Attualmente su quel terreno c’è una pista di go-kart.
Il paese è raggiunto da una rete in fibra ottica per il collegamento veloce a Internet.

## Amministrazione

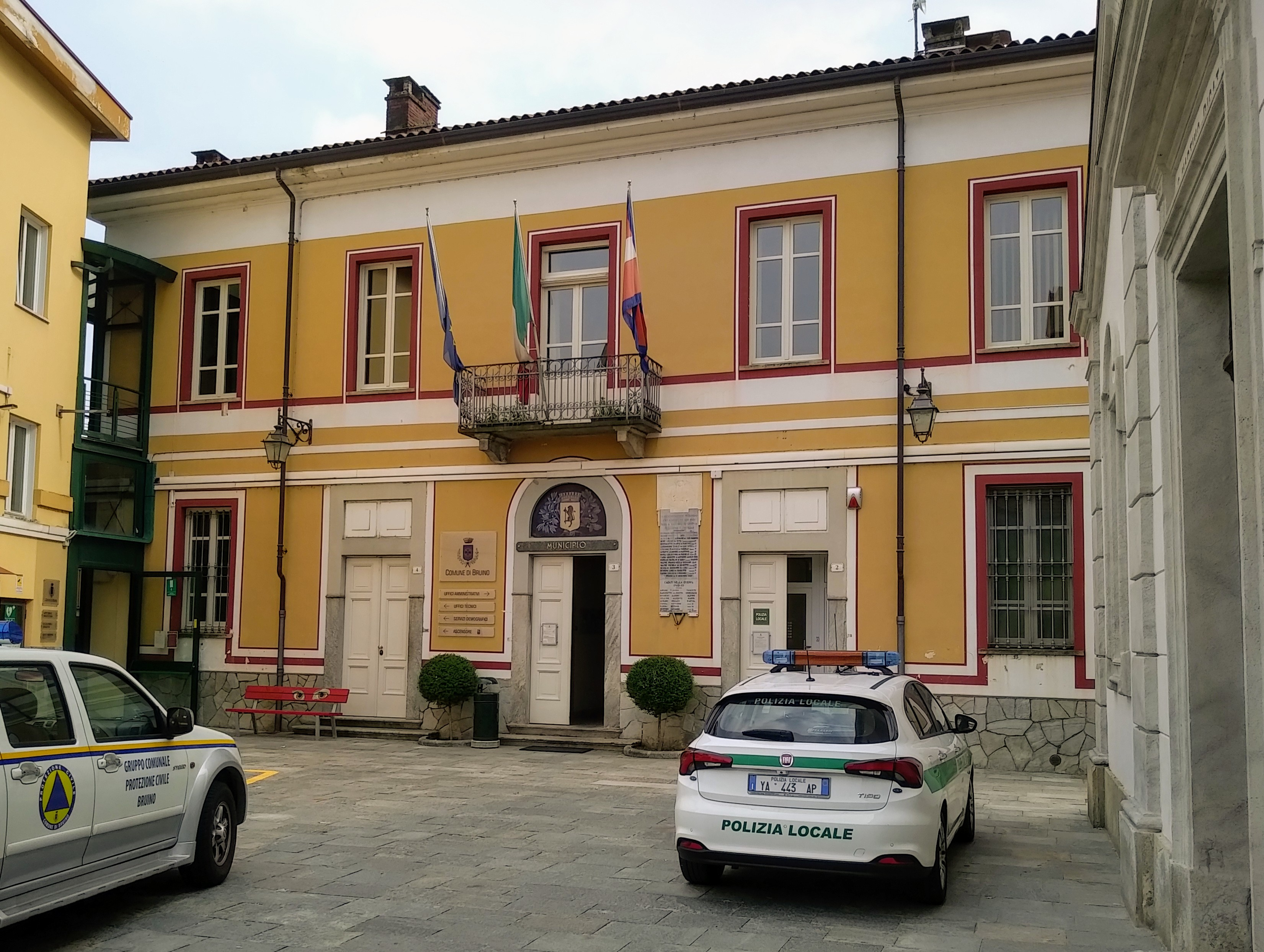
Il municipio

Di seguito è presentata una tabella relativa alle amministrazioni che si sono succedute in questo comune.
| Periodo          | Periodo         | Primo cittadino          | Partito                                 | Carica  | Note   |
| ---------------- | --------------- | ------------------------ | --------------------------------------- | ------- | ------ |
| 3 giugno 1987    | 5 luglio 1990   | Luciana Combetto Ribaudo | Partito Socialista Democratico Italiano | Sindaco | [ 15 ] |
| 5 luglio 1990    | 16 ottobre 1992 | Adriano Petiti           | Democrazia Cristiana                    | Sindaco | [ 15 ] |
| 30 dicembre 1992 | 18 marzo 1994   | Mario Caracchio          | Partito Democratico della Sinistra      | Sindaco | [ 15 ] |
| 18 marzo 1994    | 24 aprile 1995  | Otello Ferro             | -                                       | Sindaco | [ 15 ] |
| 24 aprile 1995   | 14 giugno 1999  | Paolo Violino            | centro-sinistra                         | Sindaco | [ 15 ] |
| 14 giugno 1999   | 14 giugno 2004  | Paolo Violino            | centro-sinistra                         | Sindaco | [ 15 ] |
| 14 giugno 2004   | 8 giugno 2009   | Andrea Appiano           | centro-sinistra                         | Sindaco | [ 15 ] |
| 8 giugno 2009    | 26 maggio 2014  | Andrea Appiano           | Lista civica                            | Sindaco | [ 15 ] |
| 26 maggio 2014   | 27 maggio 2019  | Cesare Riccardo          | Lista civica Insieme per Bruino         | Sindaco | [ 15 ] |
| 27 maggio 2019   | 10 giugno 2024  | Cesare Riccardo          | Lista civica Insieme per Bruino         | Sindaco | [ 15 ] |
| 10 giugno 2024   | in carica       | Andrea Appiano           | Lista civica Insieme per Bruino         | Sindaco | [ 15 ] |

## Sport, tradizioni ed associazioni
Esiste una polisportiva che comprende sport quali: calcio, pallavolo femminile, arti marziali e vari tipi di ginnastica e danza. I colori per tutti gli sport sono il bianco ed il blu chiaro e lo stemma è lo stesso per tutte le discipline.
Il carnevale a Bruino è famoso nei dintorni per la "Battaglia della farina". Oltre ala sfilata dei carri, infatti, la tradizione antica è proprio quella della battaglia. Alla battaglia prendono parte vari carri di carnevale preparati apposta per la battaglia e che rappresentano le zone principali di Bruino. La battaglia consiste nel lanciarsi pacchettini di farina mischiata con coriandoli tra un carro e un altro. Alla fine della sfilata viene decretato il vincitore, anche se è solo una vittoria simbolica.
Esiste poi, l'associazione "Gruppo giovani di Bruino" che svolge per tutto l'arco dell'anno attività rivolte a tutte le persone comprese tra i 16 e i 35 anni.
L'associazione calcistica Polisportiva Bruinese, il 2 luglio 2023, vince il torneo Internazionale spagnolo "Valencia Academy Worldcup" dedicato all'annata 2011 (esordienti I anno). La Bruinese si è classificata al primo posto su ben 11 squadre, battendo in finale la rappresentativa di Belgio-Olanda con un risultato di 3-2.